# MLB Draft 2017
Der MLB Draft 2017, der Entry Draft der Major League Baseball, fand vom 12. bis 14. Juni 2017 statt.
Das schlechteste Team des Vorjahres, die Minnesota Twins, hatten die erste Wahl (Pick). Die Twins entschieden sich mit ihrer Wahl für den Shortstop Royce Lewis.

## Erstrundenwahl
| Pick | Spieler         | Team                  | Position       | Schule                                     |
| ---- | --------------- | --------------------- | -------------- | ------------------------------------------ |
| 1    | Royce Lewis     | Minnesota Twins       | Shortstop      | JSerra Catholic High School (CA)           |
| 2    | Hunter Green    | Cincinnati Reds       | Pitcher        | Notre Dame High School (CA)                |
| 3    | MacKenzie Gore  | San Diego Padres      | Pitcher        | Whiteville High School (NC)                |
| 4    | Brendan McKay   | Tampa Bay Rays        | First baseman  | Louisville                                 |
| 5    | Kyle Wright     | Atlanta Braves        | Pitcher        | Vanderbilt                                 |
| 6    | Austin Beck     | Oakland Athletics     | Outfielder     | North Davidson High School                 |
| 7    | Pavin Smith     | Arizona Diamondbacks  | First baseman  | Virginia                                   |
| 8    | Adam Haseley    | Philadelphia Phillies | Outfielder     | Virginia                                   |
| 9    | Keston Hiura    | Milwaukee Brewers     | Second baseman | UC Irvine                                  |
| 10   | Jordon Adell    | Los Angeles Angels    | Outfielder     | Ballard High School (KY)                   |
| 11   | Jake Burger     | Chicago White Sox     | Third baseman  | Missouri State                             |
| 12   | Shane Baz       | Pittsburgh Pirates    | Pitcher        | Concordia Lutheran High School (TX)        |
| 13   | Trevor Rogers   | Miami Marlins         | Pitcher        | Carlsbad High School (NM)                  |
| 14   | Nick Pratto     | Kansas City Royals    | First baseman  | Huntington Beach High School (CA)          |
| 15   | J. B. Bukauskas | Houston Astros        | Pitcher        | North Carolina                             |
| 16   | Clarke Schmidt  | New York Yankees      | Pitcher        | South Carolina                             |
| 17   | Evan White      | Seattle Mariners      | First baseman  | Kentucky                                   |
| 18   | Alex Faedo      | Detroit Tigers        | Pitcher        | Florida                                    |
| 19   | Heliot Ramos    | San Francisco Giants  | Outfielder     | Leadership Christian Academy (Puerto Rico) |
| 20   | David Peterson  | New York Mets         | Pitcher        | Oregon                                     |
| 21   | D. L. Hall      | Baltimore Orioles     | Pitcher        | Valdosta High School                       |
| 22   | Logan Warmoth   | Toronto Blue Jays     | Shortstop      | North Carolina                             |
| 23   | Jeren Kendall   | Los Angeles Dodgers   | Outfielder     | Vanderbilt                                 |
| 24   | Tanner Houck    | Boston Red Sox        | Pitcher        | Missouri                                   |
| 25   | Seth Romero     | Washington Nationals  | Pitcher        | Houston                                    |
| 26   | Bubba Thompson  | Texas Rangers         | Outfielder     | McGill–Toolen Catholic High School (AL)    |
| 27   | Brendon Little  | Chicago Cubs          | Pitcher        | State College of Florida, Manatee–Sarasota |

### Kompensationsrunde
| Pick | Player            | Team              | Position  | School                       |
| ---- | ----------------- | ----------------- | --------- | ---------------------------- |
| 28   | Nate Pearson      | Toronto Blue Jays | Pitcher   | College of Central Florida   |
| 29   | Christopher Seise | Texas Rangers     | Shortstop | West Orange High School (FL) |
| 30   | Alex Lange        | Chicago Cubs      | Pitcher   | LSU Tigers                   |